# Зульфугаров, Октай Кадир оглы
Окта́й Кади́р оглы́ Зульфуга́ров (азерб. Oqtay Qədir oğlu Zülfüqarov; 31 мая 1929, Баку — 31 августа 2016, Баку) — азербайджанский композитор, дирижёр, виолончелист и педагог. Народный артист Азербайджана (2000).

## Биография
В 1951 году окончил Азербайджанское музыкальное училище по классу виолончели. В 1951—1953 годах обучался в Азербайджанской консерватории у Александра Шварца (виолончель), а в 1958 году окончил консерваторию у Кара Караева (композиция). Член КПСС в 1966—1991 годах.
В 1949—1958 годах — преподаватель музыкальной школы № 1, в 1960—1962 годах — звукорежиссёр, в 1965—1967 годах — заведующий музыкальным отделом Республиканского Дома народного творчества в Баку. С 1968 года — старший консультант Союза композиторов Азербайджанской ССР. С 1974 года — художественный руководитель детских музыкальных телевизионных театров «Тумурджук» и «Айсель». Автор произведений для детей, в частности более 200 песен. Писал музыку для театра и кино; занимался обработкой народных песен. Многие его песни премированы на республиканских и всесоюзных конкурсах («Пионервожатая», «Здравствуй, вождь!», «Праздник юности», «Ода партии»).

## Сочинения
- детская опера «Кот и Воробей» (1963, Баку)
- детская опера «Лесная сказка» (1971, Баку)
- детская опера-балет «Девочка-звёздочка» (1965, Баку)
- детская оперетта «Шангюлюм-Шунгюлюм, Менгюлюм» (1974, Баку)
- детская оперетта «Петушок»
- детская оперетта «Считаю до десяти»
- детская оперетта «Колыбельная»
- детская оперетта «Сыграем в мяч»
- кантата для детского хора и оркестра «Будь готов!»
- героическая кантата Человек и время (на стихи Ага Джавада Али-заде, 1968)
- «Будь готов!» для детского хора и оркестра (на стихи Теймура Эльчина, 1963)
- «Баллада о Тофике» (1966)
- симфония «Сумгаит» (с голосом, 1963, 2 редакция — 1964)
- симфоническая поэма «Шаг даг» (1955)
- симфоническая увертюра «Ликуй, мой народ!» (1962)
- симфоническая увертюра «Слава созидателям!» (1985)
- концерт для виолончели с оркестром (1958)
- струнный квартет (1956)
- фортепианное трио (1954)
- пьесы для фортепиано (1953)
- поэма для виолончели и фортепиано (1953)
- 8 вариаций для кларнета и фортепиано (1952)
- циклы романсов для голоса и фортепиано (на стихи Сулеймана Рустама, 1957—1958)
- сборники детских песен:
  - «Мои первые песни» (20 песен, 1960)
  - «Телефон» (10 песен, 1964)
  - «Громче труби, горнист» (1965)
  - «До-ре-ми-фа-соль-ля-си» (15 песен, 1966)
  - «Для малышей» (50 песен, 1971)
  - «Свирель» (25 песен, 1972)

## Награды
- 1972 — Заслуженный деятель искусств Азербайджанской ССР
- 2000 — Народный артист Азербайджанской Республики
- 2003 — Персональная пенсия Президента Азербайджанской Республики[1]
- 2009 — Орден «Слава»